# Рындинка (Белгородская область)
Рындинка — хутор в Прохоровском районе Белгородской области. Входит в состав Шаховского сельского поселения.

## География
Находится в северной части Белгородской области, в лесостепной зоне, в пределах юго-западного склона Среднерусской возвышенности, на правом берегу реки Северный Донец, на расстоянии примерно 17 километров (по прямой) к юго-востоку от Прохоровки, административного центра района. Абсолютная высота — 146 метров над уровнем моря.

### Климат
Климат характеризуется как умеренно континентальный, с относительно мягкой зимой и тёплым продолжительным летом. Среднегодовая температура воздуха — 5,4 °C. Средняя температура воздуха самого холодного месяца (января) — −9,2 °C; самого тёплого месяца (июля) — 16,4 — 24,3 °C. Безморозный период длится в среднем 155—160 дней. Годовое количество атмосферных осадков — 527—595 мм, из которых большая часть выпадает в тёплый период.

### Часовой пояс
Хутор Рындинка как и вся Белгородская область, находится в часовой зоне МСК (московское время). Смещение применяемого времени относительно UTC составляет +3:00.

## История
Время основания хутора определяется 1772—1781 годами. Именно в эти года шел спор за владением ею: Пётр Рындин в 1772 году незаконно завладел земельным участком однодворцев деревни «Щелоковой», на ней располагались дачи деревни Шипы. Против него были поданы жалобы от однодворцев, одним из которых предоставлялась бумага, выписка от 1647 года из жалованной грамоты на право владения его предками данной землей. Спор длился с 1772 по 1781 год, за это время Рындин скончался, а его интересы продолжила представлять вдова — Наталья Ивановна Рындина, владевшая усадьбой, расположенной именно на этих дачах. Несмотря на неоконченный спор Рындина и сын её Николай, основали на спорной земле хутор "Доброй Надежды!, впоследствии переименованный в Рындинку. Хутор располагался вблизи реки Белая Плота, недалеко от её впадения в Северский Донец, был определён как мельничный хутор, поскольку на реке была построена водяная мукомольная мельница.
В 1827 году Рындины продают свои владения и несколько мельниц помещице Марье Евстигнеевне Ярыгиной. Будучи бездетно, после 20 лет владения, Ярыгина все свое состояние расписала по духовным завещаниям. Однако, её сестра опротестовала завещение, по которому водяная мельница в хуторе Рындинка должна была перейти Белгородскому женскому Рождество-Богородицкому монастырю. После долгих судебных споров, в 1863 году наследники сестра Ярыгиной — Кирьянова, племенники Пруцкие, стали владельцами имущества. Впоследствии у новых владельцев возникало много трудностей с данным имуществом, это касалось даже перестройки и модернизации мельницы, однако именно с их фамилией мельница в Рындинке стала ассоциироваться у местных жителей. Помимо оспаривания завещания по имуществу, Пруцкие оспорили ещё и «вольные», данные Ярыгиной нескольким семьям с определением каждой по трем десятинам земли. Новые владельцы посчитали, что это слишком щедрый «подарок», «вольные» они оставили в силе, урезав количество причитающихся им десятин земли. Пруцкие владели землей в селах Верхнем Ольшанце, Жимолостном и Домановке, имели дом в Рындовке. Семья Пруцких была большая: вдова Ивана Ивановича — Анна Григорьевна Пруцкая, четверо её сыновей -Дмитрий, Пётр, Иван и Николай. Иван Иванович был коллежским советником, в 1894 году был Председателем Корочанской Земской Управы. В 1894 году был пожалован орденом Св. Анны 3-й степени за служение в течение 12 лет подряд в должности Почетного мирового судьи по Корочанскому уезду. В 1894 году Пруцкой вышел в отставку.
По данным переписи на момент 1886 года в проживало 108 жителей, которые были собственностью Пруцких, располагалось 18 дворов.
В 1924 году в документах хутор уже упоминался как Рындинка. С приходом коллективизации на хуторе был образован колхоз «Красный дуб», который в 1950 году вместе с колхозами им. К. Маркса, им. Сталина Щелоковского сельского совета, III-го Интернационал (х. Покровка) Ржавецкого сельсовета были объединены.
Укрупненный колхоз получил название им. Сталина Щелоковского сельского совета Беленихинского района Курской области. В 1954 году Щелоковский сельский совет ликвидирован, вошел в состав Шаховского сельского совета, как и колхоз им. Сталина становится Шаховского сельского совета. В 1955 году было ещё одно укрупнение колхоззов и с этого момента стал действовать колхоз «Завет Ильича» Шаховского сельского совета Беленихинского района Белгородской область.
Во время Великой отечественной войны хутор практически полностью был сожжен захватчиками.

## Население
| 2002 | 2010 |
| ---- | ---- |
| 17   | ↘4   |

### Половой состав
По данным Всероссийской переписи населения 2010 года в гендерной структуре населения мужчины составляли 25 %, женщины — соответственно 75 %.

### Национальный состав
Согласно результатам переписи 2002 года, в национальной структуре населения русские составляли 44 %, татары — 28 %.